# Scharmien Zandi
Scharmien Zandi, [ʃar̝ˈmiːn] (* 1987 in Wien, Österreich) ist eine österreichisch-kurdische Künstlerin, Musikerin und Schauspielerin. Ihre Arbeiten umfassen Performance, Komposition, experimentelles Musiktheater, Installation und Regie.

## Leben
Zandi wurde mit kurdischen und österreichischen Wurzeln in Wien geboren und wuchs in Landskron bei Villach in Kärnten auf. Durch ihre Mutter, eine klassische Sängerin, kam sie früh mit Musik und Kunst in Kontakt und genoss heimischen Musik- und Malunterricht. Nach dem Schulabschluss kehrte sie zurück nach Wien, um das Studium der darstellenden Kunst und Musik aufzunehmen, welches sie 2012 und 2014 abschloss. Sie ist Sängerin und Musikerin der Trip-Rock Formation CADÛ und Präsidentin der internationalen Akademie der Künste Wien (iAKW). Gemeinsam mit Stephanie Meisl und Sarah Scherer gründeten sie das Künstlerkollektiv D#AVANTGARDE, wo sie sich mit neuer Technologie, Kunst und Kreativität auseinandersetzen.

## Werk
Zandi unternahm zahlreiche Reisen, unter anderen in die USA, Südamerika, China, Kurdistan und Europa, was ihren künstlerischen und musikalischen Einfluss bis heute prägte. Mit ihren Musikprojekten und Formationen, so wie auch als Sängerin und Musikerin (rage-cage, Paloma Negra, CADÛ, Amour Fou, Misthaufen, DIONE) spielt sie bislang Konzerte in der USA, Kolumbien, China und Europa.
2015 lernte Zandi Alf Krauliz kennen und reaktivierte mit ihm die Musikgruppe Misthaufen, spielte u. a. im Radio Kulturhaus in Wien und in Heidenreichstein in Niederösterreich. Von dem Zeitpunkt an beschäftigte sie sich intensiv mit dem Wiener Aktionismus und der Performance-Kunst und rief 2018 den Post Wiener Aktionismus. Mit "My Name is Art not Innovation" kooperierte Zandi mit Konzeptkünstler Bill Drummond und gestaltete ein Video in der Tabakfabrik Linz für den No Music Day 2020.
Mit der Trip-Rock-Formation CADÛ, die sie gemeinsam mit Clemens Hackmack 2017 gründete, spielte sie als Vorband von Motorpsycho, Mother’s Cake und Tito & Tarantula und veröffentlichten bisher zwei Album (Stonefree Record). Ihre erste Kunst-Ausstellung "¼ Life Crisis" eröffnete sie mit der eigens dafür entwickelten Performance Maria Tybee. Es folgten weitere Performances (La Borrachita, Taikonaut Lilli), die u. a. in Wien und Peking aufgeführt wurden, sowie Audio- und Videoinstallationen (Amour Fou, Horen, State Of Matter), die auch im österreichischen Kulturforum New York gezeigt wurden.
Nach der Klanginstallation "Amour Fou", das u. a. vom Briefwechsel von Ingeborg Bachmann und Paul Celan inspiriert wurde, erweiterte Zandi diese Form zu einer ‘Avantgarde Chanson Show’, die 2020 mit dem Österreichischen Musiktheaterpreis in der Kategorie Off-Theaterpreis ausgezeichnet wurde und 2022 gemeinsam mit Schauspielerin Sarah Scherer und Visual Artist S.Myselle in den USA spielte.
Ihre erste Opernperformance, erarbeitete sie u. a. mit Studierenden der Peking-Universität aus und präsentierte "Redline" im österreichischen Kulturforum Peking. 2021 hatte die Opernperformance "DIONE - All Elements" Premiere in der Theater Arche. Zandi arbeitete mit Dieter Macek zusammen, der die Gesamtgenealogie der griechisch-mediterranen Mythologie zusammengetragen hat. Er eröffnete die Werkschau und Opernperformance mit einer Rede über die Göttin der Sinnlichkeit Dione.
Als Schauspielerin und Komponistin spielte Zandi 2022 am Landestheater Niederösterreich "Wir Alle Für Immer Zusammen" unter der Regie von Jana Vetten und für den Kurzfilm Armenia von Drehbuchautorin und Regisseurin Jaqueline Rauter. Ihr Song "Sweet Life" wurde als Titelmusik verwendet. Im selben Jahr erhielt Zandi das Startstipendium für Musik und Darstellende Kunst und prämierte mit "SuperZero, Baby - eine Opernperformance zu Wert und Wertigkeit" am 12. April 2023 am Musiktheater an der Wien.
Für das Eröffnungsstück "Bühnenbeschimpfung" von Sivan Ben Yishais am Schauspielhaus Wien komponierte Zandi die Theatermusik und kehrt mit Ende 2024 für das Stück "Die Realen Geister" von Guido Wertheimer unter der Regie von Stefan Kimmig wieder zurück ans Haus. Am Landestheater Tirol komponierte sie für die Spiel.Opernperformance "Ankommen" die Musik und übernahm auch die Co-Regie, zusammen mit Daniela Oberrauch.
Mit ihrer One-Woman-Band tourt Zandi mit ihrem Programm "verWIRrt" und "Liveness" immer wieder in und außerhalb von Europa. Seit 2025 ist sie Teil des "Caravan Of Luv" - die Band der Wiener Festwochen. Bei der Eröffnung am 16. Mai 2025 stand sie gemeinsam u. a. mit Laurie Anderson, Faber und Fuzzman auf der Bühne.

## Theater
- 2013 Die Festung vom Mira-Lobe-Gewinner Martin Mittersteiner, (Rolle: Hammanet) Österreich-Tour[9]
- 2015 Schimmern… – vertical von Larisa Vrhunc, (Sopran); Uraufführung Solitär in Salzburg[10]
- 2016 Niemandsland, Theater Delphin, (Kompositionsauftrag)
- 2016 Klein von Stina Wirsén (Rolle: Klein); im Rahmen des Lesezeichen Festivals in Villach
- 2016 Massaker. Liebe. von Scharmien Zandi (Performance); im Rahmen von Sexess im WUK
- 2017 Howling Dog von Raimund Rosarius; (Theaterkomposition); Uraufführung im Longfu Theater in Peking[11]
- 2019 Die Physik (Theaterkomposition) von Friedrich Dürrenmatt, Theater Delphin Produktion; Uraufführung im Theater Spielraum in Wien
- 2022 Wir Alle Für Immer Zusammen von Guus Kuijer, (Schauspielerin, Theaterkomposition); Landestheater Niederösterreich in St. Pölten[12]
- 2023 Bühnenbeschimpfung von Sivan Ben Yishai (Performerin, Live-Musik, Theaterkomposition); Schauspielhaus Wien[13]
- 2024 Frühere Verhätlnisse von Johann Nestroy (Schauspielerin); Theater Center Forum Wien
- 2025 Piepmatz Macht Wald Aus Euch! von Michael Stavarič (Regie, Schauspielerin); Landestheater Niederösterreich in St. Pölten

## Bühnenwerke
- 2014 Maria Tybee; Uraufführung im Kulturhof Keller Villach, 2016 im mo.Ë Wien[14]
- 2015 La Borrachita Premiere im Musischen Zentrum, Wien[15]
- 2017 Redline[16] Peking[17]
- 2017 Taikonaut Lilli (Klanginstallation mit Performance) im 798 Art District in Peking[18]
- 2018 Headline[19] Wien
- 2020 Cocaline[20] New York
- 2020 Amour Fou mit Texten von anonymen Autorinnen, vorgetragen von Sarah Scherer; Kultursommer Wien[21], Szene Waldviertel[22]
- 2021 Dione - All Elements; Opernperformance mit Installation als Werkschau in der Theater Arche Wien[23]
- 2023 SuperZero, Baby - eine Opernperformance zu Wert und Wertigkeit im Musiktheater an der Wien[24]
- 2024 Ankommen - Spiel.Opernperformance im Tiroler Landestheater[25]
- 2025 Caravan Of Luv bei der Wiener Festwochen Eröffnung

## Komposition
- 2022 Wir Alle Für Immer Zusammen von Guus Kuijer, am Landestheater Niederösterreich
- 2023 Bühnenbeschimpfung von Sivan Ben Yishais, am Schauspielhaus Wien
- 2024 Ankommen eine Spiel.Opernperformance, am Tiroler Landestheater
- 2025 Die Realen Geister von Guido Wertheimer, am Schauspielhaus Wien

## Konzerte
- 2013 rage-cage (Komposition für Klavier und Stimme) Caffe Vivaldi in New York City
- 2014 Paloma Negra (Sängerin, Komponistin und Musikerin) musikalisches Duo mit Daniel Schneeberger (Gitarre). Konzerte im In- und Ausland und auf österreichischen Musikfestivals.
- 2014 Wunderland (Soloprogramm) im Rahmen des Szene Bunte Wähne Festival[26] in Horn. Weitere Konzerte in Salzburg, Villach und Wien.
- 2015 Misthaufen (Sängerin, Komponistin und Gitarristin) erstes gemeinsames Konzert im Ö1-Radio Kulturhaus; 2016 tourte das neue Ensemble mit dem Programm Misthaufen – eine Odyssee durch Österreich.[27]
- 2016 Jazz goes Poetry (Sängerin) Kinsky Session Wien u. a. mit Mike Wager (Bass), Raphael Giller (Drums) etc.
- 2017 Amour Fou (Gesang, Klavier, Gitarre) mit A. Borealis; Dust Dawn Club in Peking[28]
- 2019 CADÛ - Steelstreet Album Release in B72 Wien[29]
- 2020 A Taste Of Amour Fou feat. Lukas Gabric; Austrian Cultural Forum New York[30]
- 2020 CADÛ beim Kultursommer Wien[31]
- 2022 Amour Fou USA Tour[32]
- 2023 funKI
- 2024 CADÛ Psychotic Parade Arena Wien
- 2025 Caravan Of Luv,[33] Wiener Festwochen

## Filmografie
- 2013 Das Puppenhaus[34] (Drehbuch, Regie)
- 2018 Horen[35] (Regie)
- 2018 Einmal für den großen Hunger[36] von Xsellschaften (Hauptrolle: Mariam)
- 2022 Armenia[37] von Jaqueline Rauter (Nebenrolle: Alma, Filmkomposition)

## Diskografie
Album
- 2021 Steelstreet CADÛ, Label Stonefree Records[38]
- 2022 Amour Fou Scharmien Zandi, Label Planet 9[39]
- 2023 Psychotic Parade CADÛ, Label Stonefree Records

Singel
- 2019 Die Wöd Misthaufen, Ideen Ei[40]
- 2021 Hunt CADÛ & Ultima Radio, Label Stonefree Records[41]
- 2023 Unicorn Daniel Schneeberger & Scharmien Zandi, Irrmusic[42]
- 2023 Sweet Life Daniel Schneeberger & Scharmien Zandi, Irrmusic

## Ausstellungen
- 2016 1/4life Crisis[43] – foreign body im mo.E[44] in Wien
- 2018 Amour Fou in der Red Gate Gallery[45] im 798 Art District in Peking
- 2021 All Elements im Rahmen des Odyssee Festivals[46] der Theater Arche
- 2024 Love Against The Machine[47] Ministry Of Artist in Wien
- 2025 Ton³[48] Ministry Of Artist in Wien

## Auszeichnungen
- 2016 Gewinnerin Kunstrose für Musik und Gesang, Wien
- 2017 Artist in Residence für Musik und darstellende Kunst in Peking
- 2019 Reeperbahn Festival Delegates New York[49] der American Association Of Independent Music (A2IM)
- 2020 Arbeitsstipendium der Stadt Wien für Amour Fou
- 2020 Auszeichnung mit dem Österreichischen Musiktheaterpreis in der Kategorie Off-Theaterpreis für Amour Fou[6]
- 2022 Startstipendium für Musik und Darstellende Kunst vom BMKÖS

## Weiteres
- 2017 Künstlerische Leitung der internationale Akademie der Künste Wien (iAKW)[50]
- 2021 Co-Founder D#AVANTGARDE Art Community for new technology, art and creativity[51]
- 2023 Brettspiel-Entwirklckerin von Sensitivity[52]